# 伊香保タウンバス
伊香保タウンバス（いかほタウンバス）は群馬県渋川市の旧伊香保町を運行するコミュニティバスである。日本中央交通、関越交通、群馬バスが受託している。

## 現行路線

### 1号線 （温泉街循環線）
- 文学館前 → 石段街口 → 雷之塚 → 美術館前 → 郵便局前 → 見晴下 → 伊香保バスターミナル → 香湯 → 湯元 → 文学館前
  - 日本中央交通が受託。
  - ジャンボタクシーで運転。
  - PASMO、nolbé（地域連携ICカード）の他にも、交通系ICカード全国相互利用サービスによる利用が可能。

### 2号線 （中子・湯中子線）
- バスターミナル → 峠三叉路 → 美術館前 → 郵便局前 → 苗松 → 湯沢 → 湯中子会館 → ドドメキ → 郵便局前 → 美術館前 → 峠三叉路 → 石段街口 → バスターミナル
  - 日本中央交通が受託。
  - ジャンボタクシーで運転。
  - PASMO、nolbé（地域連携ICカード）の他にも、交通系ICカード全国相互利用サービスによる利用が可能。

### 3号線 （伊香保温泉口線）
- バスターミナル → 峠三叉路 → 下外野 → 郵便局前 → 大日向 → 伊香保温泉口 → 大日向 → 郵便局前 → 下外野 → 峠三叉路 → 石段街口 → バスターミナル
  - 関越交通が受託。
  - ジャンボタクシーで運転。
  - PASMO、nolbé（地域連携ICカード）の他にも、交通系ICカード全国相互利用サービスによる利用が可能。

### 4号線 （水沢・南原線）
- バスターミナル - 峠三叉路 - 見晴下 - 水沢 - ゆうあいプール
  - 群馬バスが受託。
  - 土休日運休。
  - ジャンボタクシーで運転。
  - ICカードによる利用は出来ない。

### 水沢シャトル
- 群馬バス伊香保案内所 - 石段街口 - 見晴下 - バスターミナル - 水沢 - 上の原
  - 群馬バスが受託。
  - 土休日運転。
  - PASMO、nolbé（地域連携ICカード）の他にも、交通系ICカード全国相互利用サービスによる利用が可能。